# Бандунг
Бандунг (індонез. Bandung) — торгове місто і столиця провінції Західна Ява на острові Ява в Індонезії; населення 1463 тис. осіб. Бандунг є третім за величиною містом в Індонезії і був адміністративним центром, коли країна називалася нідерландська Східна Індія.

## Географія
Бандунг розташований приблизно за 180 км на південний схід від столиці Індонезії Джакарти на висоті 678 метрів над рівнем моря. Клімат в Бандунзі протягом року відносно прохолодніший в порівнянні з іншими містами Індонезії. Місто лежить у басейні річки й оточений вулканічними горами заввишки до 2400 м. Середня температура становить 23,6 °C впродовж всього року. Середньорічна кількість опадів становить від 1000 до 3500 мм. Сезон дощів, як і в інших регіонах Індонезії, триває з листопада по квітень. Згідно з класифікацією клімату Кеппена, у Бандунгу тропічний мусонний клімат (Am).

### Клімат
| Клімат Бандунга         | Клімат Бандунга | Клімат Бандунга | Клімат Бандунга | Клімат Бандунга | Клімат Бандунга | Клімат Бандунга | Клімат Бандунга | Клімат Бандунга | Клімат Бандунга | Клімат Бандунга | Клімат Бандунга | Клімат Бандунга | Клімат Бандунга |
| Показник                | Січ.            | Лют.            | Бер.            | Квіт.           | Трав.           | Черв.           | Лип.            | Серп.           | Вер.            | Жовт.           | Лист.           | Груд.           | Рік             |
| Абсолютний максимум, °C | 32              | 31              | 32              | 30              | 31              | 30              | 30              | 31              | 32              | 34              | 33              | 31              | 34              |
| Середній максимум, °C   | 27              | 26              | 27              | 27              | 27              | 27              | 27              | 28              | 28              | 28              | 27              | 27              | 27              |
| Середня температура, °C | 23              | 22              | 23              | 23              | 22              | 22              | 22              | 22              | 22              | 23              | 22              | 23              | 22              |
| Середній мінімум, °C    | 19              | 19              | 19              | 19              | 18              | 17              | 17              | 17              | 17              | 18              | 18              | 19              | 18              |
| Абсолютний мінімум, °C  | 15              | 15              | 15              | 13              | 13              | 11              | 11              | 11              | 11              | 13              | 12              | 15              | 11              |
| Норма опадів, мм        | 240             | 250             | 230             | 140             | 110             | 100             | 60              | 50              | 50              | 150             | 200             | 210             | 1830            |
| ----------------------- | --------------- | --------------- | --------------- | --------------- | --------------- | --------------- | --------------- | --------------- | --------------- | --------------- | --------------- | --------------- | --------------- |
| Джерело: Weatherbase    |                 |                 |                 |                 |                 |                 |                 |                 |                 |                 |                 |                 |                 |

## Історія
Вперше назва Бандунг згадується в 1488 році, проте археологічні знахідки говорять про те, що на берегах річки Сікапундунг і довкола старого озера Бандунг ще в доісторичні часи жив Homo erectus.
У XVII і XVIII століттях Голландська Ост-Індійська компанія відкрила в районі Бандунга ряд плантацій. У 1810 році голландськими колоніалістами через Бандунг була прокладена дорога De Groote Postweg (Основна Поштова дорога), яка стала частиною маршруту, що сполучає західне і східне узбережжя Яви.
У 1880 році була побудована перша залізнична гілка, що з'єднує Бандунг з Батавією (яка називається сьогодні Джакартою), що дало поштовх для розвитку легкої промисловості в Бандунзі. Це викликало великий приплив мігрантів з Китаю.
До 1906 року Бандунг отримав статус муніципалітету і незабаром став містом-курортом для господарів плантацій. Були відкриті дорогі готелі, ресторани, кафе і європейські бутіки, унаслідок чого місто стали називати Париж на Яві.
Після проголошення незалежності в Індонезії в 1945 році місто отримало статус адміністративного центру Західної Яви, почало бурхливо розвиватися і зрештою перетворилося на густонаселений мегаполіс з щільністю населення близько 15 000 осіб/км², у якому проживає більше двох мільйонів осіб.
1955 року в Бандунзі відбулася Азіатсько-Африканська конференція, на якій були присутні глави 29 країн і колоній Азії і Африки.
Саме тут, у Бандунзі, була винайдена відома в Індонезії страва себлак[джерело?].

## Міста-побратими
- Німеччина, Брауншвейг
- США, Форт-Уерт
- Південна Корея, Сувон
- Японія, Хамамацу
- Казахстан, Алмати